# البطولة الوطنية المجرية 1946–47
البطولة الوطنية المجرية 1946–47 (بالمجرية: 1946–1947-es magyar labdarúgó-bajnokság)‏ هو الموسم 44 من البطولة الوطنية المجرية. أشرف على تنظيمه اتحاد المجر لكرة القدم، وكان عدد الأندية المشاركة فيه 16، وفاز فيه نادي أويبست.